# AR-18
Conçu par la firme Armalite, le fusil d'assaut AR-18 fut une vaine tentative de concurrencer le M16 en proposant une fabrication simplifiée qui puisse être accessible à un pays en voie de développement.
Il fut construit aux États-Unis et sous licence au Royaume-Uni et au Japon. Il en fut dérivé une version civile ne pouvant tirer en rafale (AR-180/AR-180B) et une version à canon court et à deux poignées (AR-18S). Tous les modèles ont une crosse repliable en plastique et utilisent les chargeurs du M16. L'AR-18 fonctionne par emprunt des gaz avec un piston et un verrouillage rotatif de la culasse.

## Production et diffusion
20 000 AR-18 furent produits entre 1967 et 1979 par Armalite puis par la Howa Machinery Company (1972-1975) japonaise et la Sterling Armaments Company britannique (1976-1985) qui installa un moment ses ateliers d'assemblage à Singapour. Le mécanisme de l'AR-18 fut réutilisé par le Howa Type 89, le SAR 80, le SAR-87 et le L85A1.

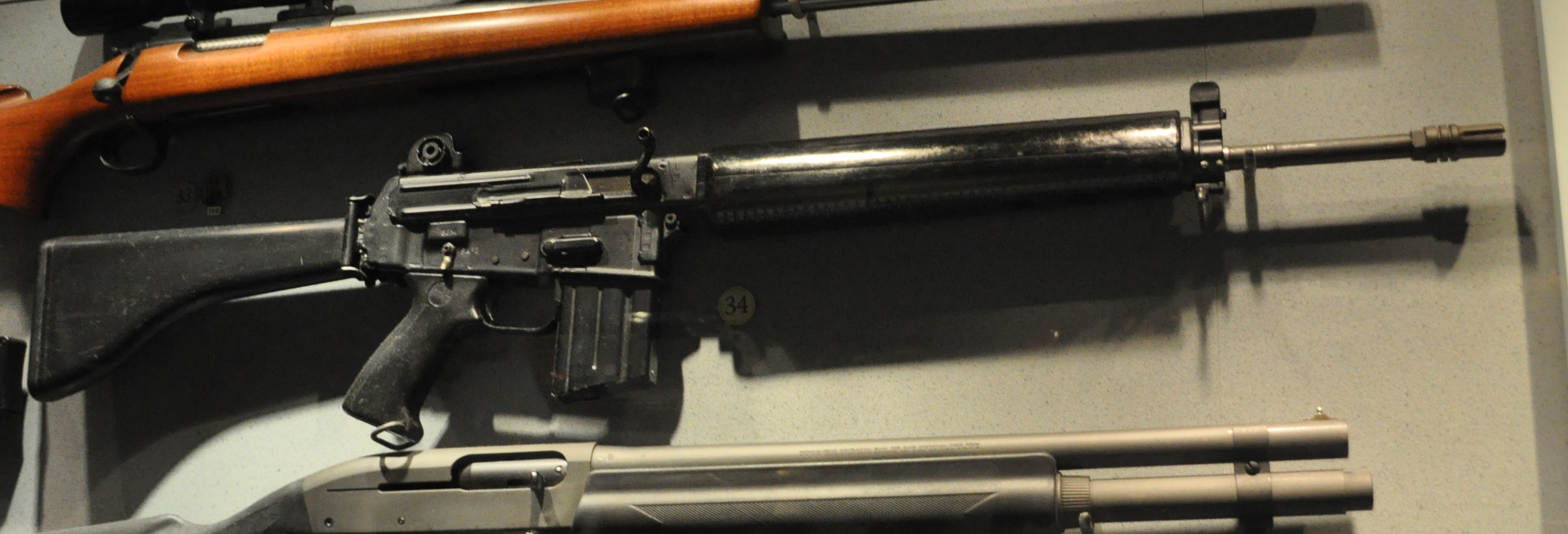
Un AR-180 d'armement sterling exposé au Musée national des armes à feu américain.

Outre quelques pays, l'un des utilisateurs fut l'IRA provisoire grâce au trafic d'armes.

## Utilisateurs
- Botswana Cité dans l'inventaire du Jane's en 1986[2].
- Swaziland[3],[4]
- Haïti[5]

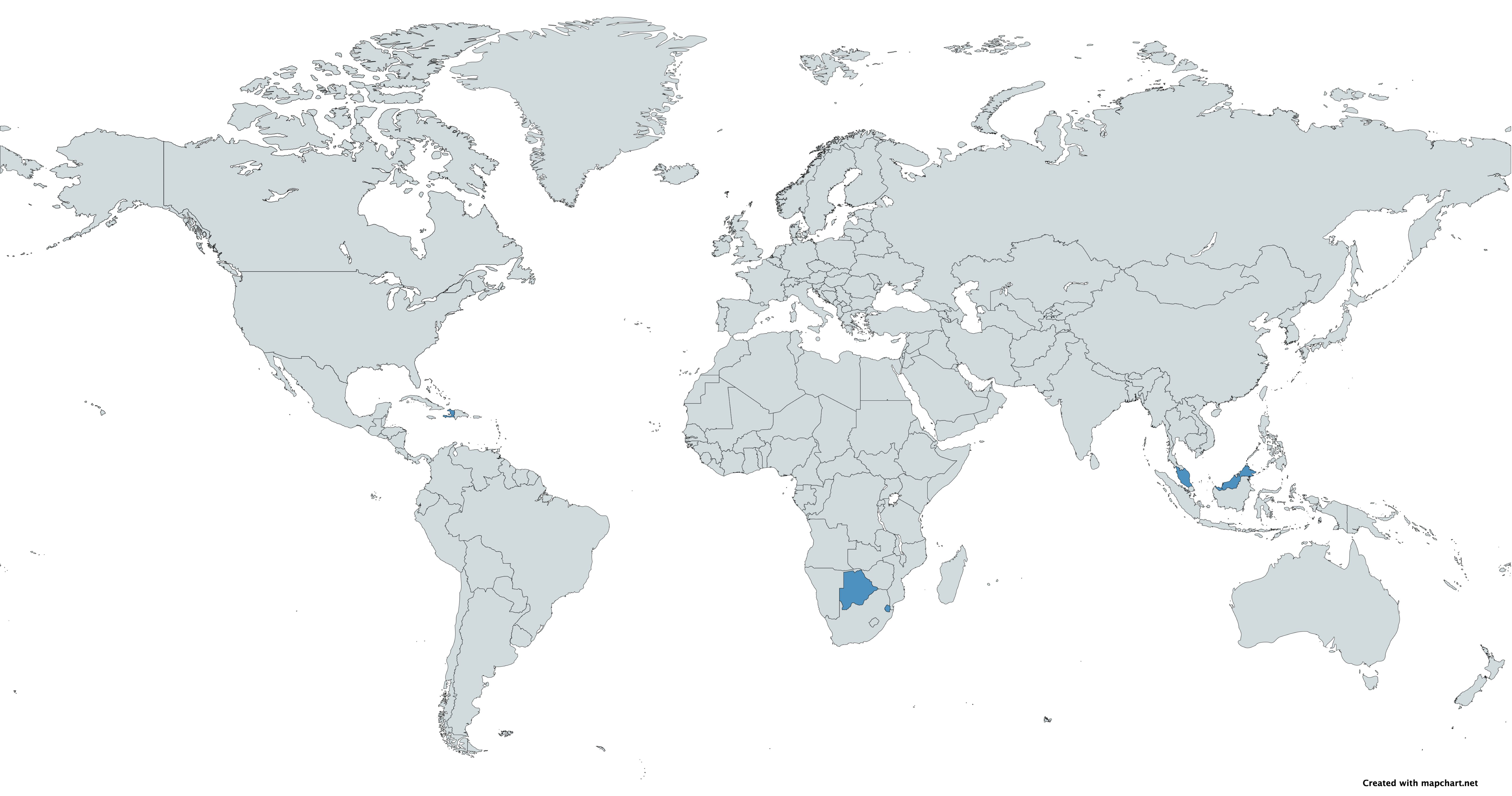
Carte des utilisateurs étatiques du AR-18 en blue

- Malaisie: employés de façon confidentielle par l'Armée de l'air royale de Malaisie[6]

### En essai
- État impérial d'Iran: Au moins deux exemplaires testés pour l'armée impériale iraniennes mais n'a pas été adopté[7].

### Forces irrégulières
- Milice des Forces libanaises – utilisé en petit nombre par des unités commandos.[réf. nécessaire]
- Front Moro de libération nationale[8]
- Armée républicaine irlandaise provisoire[9]

## Versions civiles
La carabine semi-automatique Armalite AR-180 est la version civile du fusil d'assaut AR-18. Elle fut vendue entre 1969 et 1985. Depuis 2001, la production d'une version améliorée dite AR-180B a repris aux États-Unis. Son prix de vente est légèrement inférieur à celui de l'AR-15

### Données techniques
- Calibre : .223 Remington
- Canon : 464 mm
- Portée efficace : 450 m
- Capacité du chargeur : 30 cartouches
- Longueur : 965 mm
- Masse à vide : 2,72 kg

## Sources
- Cet article est partiellement ou en totalité issu de l'article intitulé « AR-180/AR-180B » (voir la liste des auteurs).

1. ↑  L'Encyclopédie des armes, vol. 2, Éditions Atlas, 1985 (ISBN 2-7312-0337-3 (édité erroné), BNF 34308221), p. 408.
2. ↑  Ian Hogg, « National Inventories », dans Jane's Infantry Weapons 1985-86, Jane's, 1986
3. ↑  (en) Chris Bishop, Guns in Combat, Chartwell Books, Inc, 1998 (ISBN 0-7858-0844-2)
4. ↑  « Military Intelligence Summary, Volume IV Africa South of the Sahara (U) », Defense Intelligence Agency, 1985 : « Major Equipment: Assorted 7.62-mm rifles and machineguns (mainly FN); AR-18 5.56-mm rifles »
5. ↑  « Military rifle cartridges of Haiti. - Free Online Library » [archive du 14 décembre 2022], sur www.thefreelibrary.com (consulté le 14 décembre 2022)
6. ↑  (en) « Sterling Armalite AR-18K » [archive du 3 avril 2023], sur thefirearmblog.com, 21 novembre 2012.
7. ↑  Yousef Riazi, « Iranian 5.56mm Rifles: From S5.56 to Masaaf » [archive du 5 mars 2023], sur Silah Report, 15 septembre 2021
8. ↑  Primed and Purposeful: Armed Groups and Human Security Efforts in the Philippines, Small Arms Survey, 2010, 175-176 p. (ISBN 978-2-940415-29-8, lire en ligne [archive du 21 juillet 2023])
9. ↑  Martin Dillon, The Dirty War, Arrow Books, 1991 (ISBN 0-09-984520-2), p. 430

Cette notice est également issue de la lecture des revues et monographies spécialisées de langue française suivantes :
- Cibles (Fr)
- AMI (B, disparue en 1988)
- Gazette des Armes (Fr)
- Action Guns (Fr)
- Raids (Fr)
- Assaut (Fr)
- Edward Clinton Ezell, Encyclopédie Mondiale des Armes légères, Paris, Pygmalion, 1980 et 1989 (1re et 2e éd° françaises).
- Ian V. Hogg, John Weeks, Les Armes légères du XXe Siècle, Paris, Éditions De Vecchi, 1981.